# سوارینگ، پولس
سوارینگ (به آلمانی: Zwaring-Pöls) یک منطقهٔ مسکونی در اتریش است که در گراتس اومگبونگ واقع شده‌است. سوارینگ ۲۳٫۹۸ کیلومتر مربع مساحت دارد ۳۱۲ متر بالاتر از سطح دریا واقع شده‌است.